# Norman Wisdom

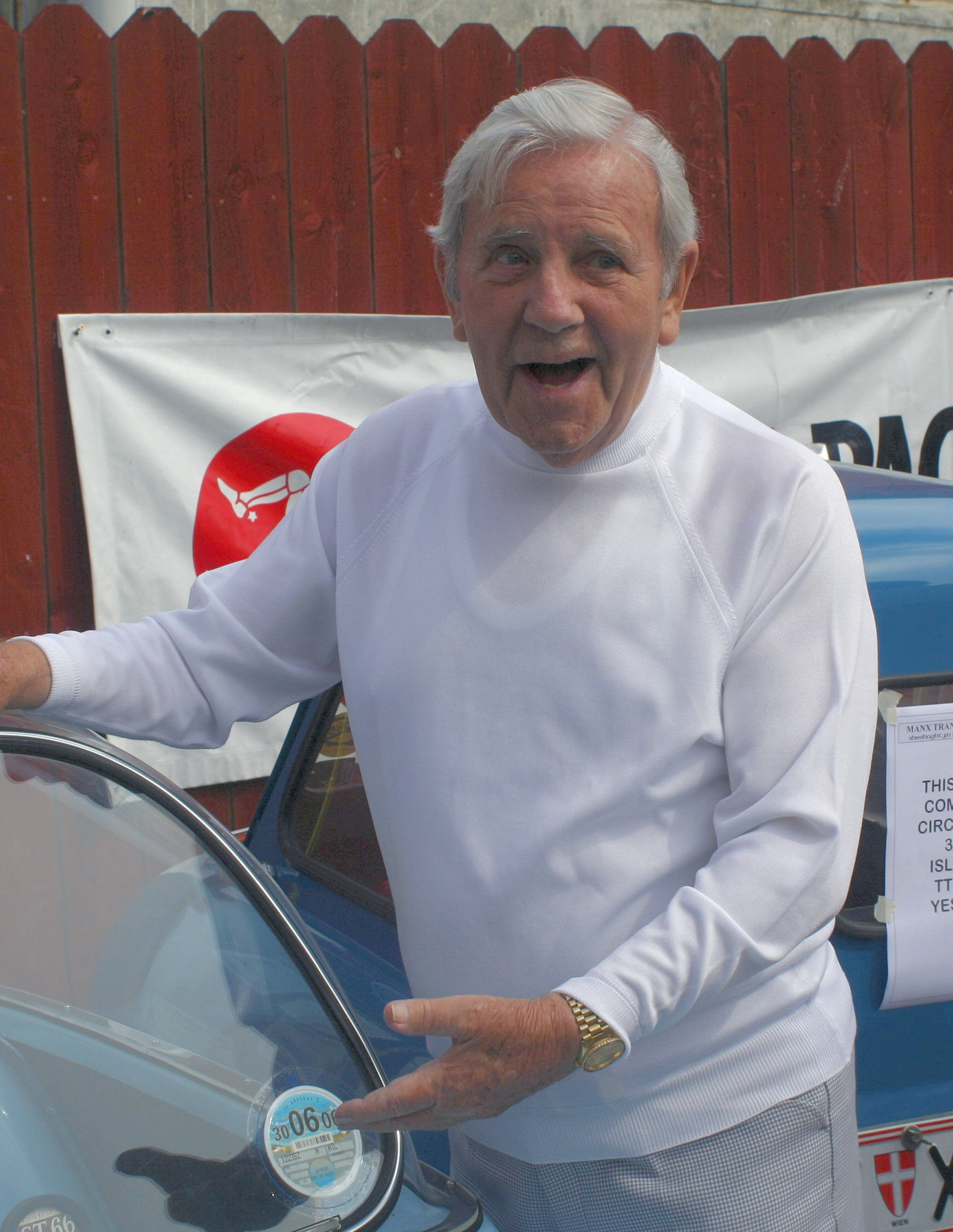
Norman Wisdom (Juli 2005)

Sir Norman Wisdom OBE (* 4. Februar 1915 in London; † 4. Oktober 2010 auf der Isle of Man) war ein britischer Schauspieler, der vornehmlich in der zweiten Hälfte des 20. Jahrhunderts durch sein slapstickhaftes Auftreten zu großer Popularität gelangte.

## Werdegang
Wisdom wurde als zweiter Sohn von Frederick, einem Chauffeur, und der Schneiderin Maude Wisdom in der britischen Hauptstadt geboren. Maude verließ die Familie, als Norman 9 Jahre alt war. Er kam anschließend in ein Waisenhaus, nachdem ihn sein Vater verstoßen hatte. Um den Lebensunterhalt zu sichern, verließ er 1928 mit 13 die Schule, um in unzähligen Gelegenheitsjobs zu arbeiten, u. a. als Kumpel im Kohlebergbau, Kellner, Page und Liftboy. Daraufhin trat er in die Armee ein. Hier entdeckte er seine durch Mimik und Gestik geprägten komödiantischen Fähigkeiten, die von der Körpersprache und -beherrschung her an Charlie Chaplin erinnerten.
Nach weiteren Aushilfsarbeiten und dem überstandenen Zweiten Weltkrieg versuchte sich Wisdom dann als Schauspieler. Zunächst auf Theaterbühnen unterwegs, kam er 1948 zum Film, dem er lange Zeit treu bleiben sollte. Seine Blütezeit erlebte Wisdom in den 1950er und 1960er Jahren in britischen Filmkomödien mit ihm in der Hauptrolle. Für diese Filme kreierte er die Kunstfigur „Norman“ – meist auch „Norman Pitkean“ genannt – die zu seinem bekanntesten Part und auch zu seinem Markenzeichen über die kommenden Jahre wurde.
„Norman“ ist einfacher Arbeiter und Angehöriger der Mittelschicht, meist kindlich naiv und tollpatschig, relativ klein, aber mit großem Geltungsbedürfnis. „Norman“ trug stets einen schlecht sitzenden Anzug mit Hochwasserhosen, zerknittertem Kragen, schiefer Krawatte und grauer Tweed-Schirmmütze. Als „Norman“ konnte Wisdom seine Slapstick-Fähigkeiten voll ausspielen, indem er in den Filmen nahezu ständig stolperte, hinfiel oder gegen Türen und Wände prallte. „Norman“ grinste zudem immer seltsam einseitig in seinen Filmen und hatte die Eigenart, stets und ständig in anhaltendes Gelächter auszubrechen, bevor er einen Witz zu Ende bringen konnte. Dazu kam bei brenzligen Situationen sein Ausruf „Mister Grimsdale!“, mit welchem er nach seinem (meist von dem Schauspieler Edward Chapman verkörperten) Chef rief. Der erste Norman-Film war „Trubel im Warenhaus“ aus dem Jahr 1953, die erfolgreichsten „Die große Flasche“ (1965) und „Ein blindes Huhn“ (1966).
Nach Ende der Reihe wurde es still um Wisdom, er trat in den kommenden Jahrzehnten nur noch sporadisch in britischen Fernsehproduktionen auf und widmete sich stattdessen wieder dem Theater. Bis ins hohe Alter bewahrte er sich seine akrobatischen Fähigkeiten und trat noch weit nach seinem 80. Geburtstag ab 1996 mit einer Ein-Mann-Show auf, in der er Showeinlagen und Sketche präsentiert umrahmt von seinen berühmt – gewordenen Stolper- und Falleinlagen. Das Programm schloss er stets mit dem Lied „Don’t laugh at me (cause I’m a fool)“. Dieses Stück hat Wisdom 1953 für „Trubel im Warenhaus“ selbst geschrieben und es wurde im Laufe der Zeit zu seiner Erkennungsmelodie.
Seinen letzten Fernsehauftritt hatte er Ende 2004 im Weihnachts-Special der Serie „Last of the Summer Wine“. Anlässlich seines 90. Geburtstages (am 4. Februar 2005) kündigte Wisdom an, sich vollkommen aus dem Showgeschäft zurückzuziehen, was er bis auf zwei kleine Gastrollen in Produktionen auch eingehalten hat. Er lebte zuletzt zurückgezogen auf der Isle of Man, wo er Anfang Oktober 2010, im Alter von 95 Jahren, verstarb.
Wisdom war von Oktober 1947 bis zur Scheidung 1969 verheiratet. Aus der Beziehung gingen ein Sohn (* 1953) und eine Tochter (* 1954) hervor.

## Auszeichnungen
- 1967 Nominierung für den Tony Award als bester Schauspieler in der Broadway-Show „Walking Happy“.
- 1992 „Lifetime Achievement Award“ für sein Lebenswerk bei den „British Comedy Awards“.
- 1995 wurde er in der Birthdays Honors List zum Officer of the Order of the British Empire (OBE) ernannt.
- Am 6. Juni 2000 erhielt Wisdom seine bisher größte Ehrung: Er wurde von Königin Elisabeth II. zum Ritter geschlagen und durfte sich fortan „Sir“ nennen. Beim Verlassen der Zeremonie stolperte er absichtlich auf seine unnachahmliche Weise, was einige Lacher nach sich zog. Wisdoms Kommentar zu seiner Einlage: „I couldn’t help it, I did a little trip.“ („Ich musste einfach ein wenig stolpern.“)
- 2001 wurde der Asteroid (17826) Normanwisdom nach ihm benannt.

## Trivia
- Sein Lebensmotto: „I can never tell a joke, I’ve always found it easier to just fall over.“ („Ich kann keine Witze erzählen, ich fand es immer einfacher hinzufallen.“)
- Norman Wisdom ist in Albanien bis heute der beliebteste und berühmteste Komiker. Dies liegt in der Tatsache begründet, dass bis zum Niedergang des Kommunismus die „Norman“-Filme die einzigen westlichen Streifen waren, die gezeigt werden durften. Der damalige albanische Diktator Enver Hoxha sah in der Darstellung des „Norman“ als kleiner tollpatschiger Proletarier im Zwist mit seinen Gegenspielern eine Parabel des Kampfes der Arbeiterklasse gegen den Kapitalismus. Als der Eiserne Vorhang schließlich fiel, war Wisdom mit seiner physischen Komik bereits zu einem Publikumsliebling unter der Bevölkerung geworden. Er selbst bereiste kurz darauf das Land und engagierte sich seitdem für Unterstützungs- und Wohltätigkeitsprojekte für albanische Kinder.
- Obwohl Wisdom bis zuletzt auf der Isle of Man lebte, hatte er sich dazu entschlossen, auch weiterhin seine Steuern nach den britischen Steuersätzen zu zahlen, statt nach den Tarifen der Isle of Man.
- Der britische Ex-Premierminister John Major wurde dereinst als der „Norman Wisdom der westlichen Demokratie“ bezeichnet.
- Die Post von Grenada hat im November 2002 einen Satz mit sechs Briefmarken herausgebracht, die Norman Wisdom gewidmet wurden. Auf ihnen ist der Komiker in seiner Paraderolle als „Norman Pitkean“ abgebildet.

## Filmografie (Auswahl)
- 1948: A Date with a Dream
- 1953: Ich und der Herr Direktor (Trouble in Store) (Alternativtitel: Trubel im Warenhaus / Wie gewonnen ...)
- 1955: Hahn im Korb (As Long as They’re Happy)
- 1955: Was man aus Liebe tut (One Good Turn) (Alternativtitel: Verliebt, verrückt und nicht verheiratet)
- 1955: Ich und der Herr Minister (Man of the Moment)
- 1956: Ich und die Frau Gräfin (Up in the World)
- 1957: Ein Spatz in der Hand (Just My Luck)
- 1958: The Square Peg
- 1959: Follow a Star
- 1960: Dynamit und krumme Touren (There Was a Crooked Man)
- 1960: Die Rakete zur flotten Puppe (The Bulldog Breed)
- 1962: The Girl on the Boat
- 1962: Früh übt sich... (On the Beat)
- 1963: Bettgelächter (A Stitch in Time)
- 1964: Robinson Crusoe (Fernsehfilm)
- 1965: Die große Flasche (The Early Bird) (Alternativtitel: Wer zuerst kommt ...)
- 1966: The Sandwich Man
- 1966: Ein blindes Huhn... (Press for Time)
- 1968: Die Nacht, als Minsky aufflog (The Night They Raided Minsky’s)
- 1969: Öfter mal was Junges – Der Schlappschwanz (What’s Good for the Goose)
- 1970: Norman (Fernsehserie, 3 Folgen)
- 1973: Nobody Is Norman Wisdom (Fernsehserie, 6 Folgen)
- 1974–1976: A Little Bit of Wisdom (Fernsehserie, 20 Folgen)
- 1983: Jim Bergerac ermittelt (Fernsehserie, Folge 2x05)
- 1992: Double X: The Name of the Game
- 1995–2004: Last of the Summer Wine (Fernsehserie, 7 Folgen)
- 2002: Dalziel und Pascoe – Mord in Yorkshire (Dalziel and Pascoe, Fernsehserie, Folge 7x02)
- 2003: Between The Sheets (Miniserie, 6 Folgen)
- 2004: Coronation Street (Fernsehserie, eine Folge)
- 2004: Five Children and it
- 2007: Expresso (Kurzfilm)
- 2010: Labrats (Sprechrolle)